# Paunik

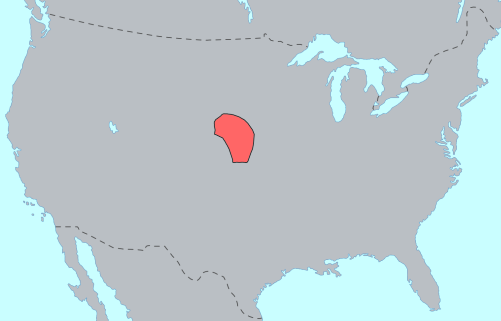
A paunik történelmi elhelyezkedési területe

A paunik (angolul Pawnee) Észak-Amerikában élő indián nép. Először 1541-ben említik őket a spanyolok. A paunik a síksági indián népek közé tartoznak. Nyelvük a kadó nyelvcsalád (angolul Caddoan languages) tagja. A 19. században az év nagy részében növényt termesztettek a Platte folyó menti falvaikban. Egy évben kétszer, télen és nyáron az asszonyokkal és a gyerekekkel elvándoroltak a prérire vadászni. 
Létszámuk ma kb. 5500 fő. Oklahoma államban élnek.

## Történelem
A pauni nép eredetileg a mai Nebraska állam területén, a Platte folyó mentén élt. Négy önálló törzset alkottak, ezek a Skídi, a Chauí, a Kit’kahaxki és a Pítahauírata voltak. Ezek közül a Skídi volt a legnagyobb és sok szempontból a vezető törzs. Nyelvüket illetően némileg különböztek a többi három törzstől, melyek ugyanazon nyelvjárást beszélték. A Skídi törzsnek tizenhárom faluja volt. A Pítahauírata törzs két faluban élt, ezek a Kawarakis és a Pitahaurat voltak. A Chauí és a Kit’kaháxki törzsek egy-egy falut foglaltak el.
A falu volt a társadalom alapegysége, bár látszólag nem jelentett merev korlátot a házasság terén. Egy férfi a faluban elfoglalt társadalmi helyzetét az anyja társadalmi helyének megfelelően tölthette be. Az asszonyok sosem hagyták el azt a falut, amelyben születtek, de ha egy férfi más falubéli asszonyt vett feleségül, annak a nő falujába kellett költöznie. A gyermekeit az anya faluja tekintette közössége tagjának. Valójában a falvak lakói általában egymás között házasodtak, mivel egy férfi csak a közösség vezetőinek hozzájárulásával házasodhatott más faluba. Ezt a hozzájárulást azonban többnyire megtagadták megakadályozandó a közösség meggyengülését.
A leghíresebb pauni főnök Petalesharo volt, aki már 1816-ban, tizenkilenc évesen betiltotta az emberáldozatot. Mivel a pauniknak csak egy szövetségesük volt, a szkidiktől elvált arikarák, hamar szövetséget kötöttek az Egyesült Államokkal, és sok csatát vívtak az Amerikai Lovasság oldalán ősi ellenségeik, a sziúk és cheyennek ellen.